# Fulcone Spezzapietra
Folco Speza Petra (Genova XII sec.) è stato Console dei Placiti della Repubblica di Genova nel 1191 e nel 1194, membro della famiglia consolare genovese che prese poi il cognome Spezzapetra, oggi Schiappapietra.